# Masahiro Hamazaki
Pour les articles homonymes, voir Masahiro.
Masahiro Hamazaki (浜崎 昌弘, Hamazaki Masahiro, né le 14 mars 1940 à Osaka au Japon) est un footballeur japonais.